# Imperio colonial belga
El Imperio colonial belga es el nombre que recibe el conjunto constituido por las colonias de ultramar, las dependencias y los territorios obtenidos por Bélgica tras su inclusión en el reparto de África durante el último tercio del siglo XIX, donde el rey Leopoldo II logró que le fuera concedida la mayor parte de la región del Congo. Además, tras la Primera Guerra Mundial, los belgas obtuvieron de Alemania, a través del Tratado de Versalles, la colonia de Ruanda-Urundi.
Bélgica controló dos grandes colonias durante su historia, el Congo Belga (hoy República Democrática del Congo) de 1908 a 1960, y Ruanda-Urundi (Ruanda y Burundi) de 1922 a 1962. También tenía una pequeña concesión en China y era coadministrador del Protectorado de la  Zona Internacional de Tánger en Marruecos. Aparte de tener un pequeño dominio en Santo Tomás, Guatemala hasta 1854.
Aproximadamente el 98% del territorio de ultramar de Bélgica era perteneciente a la colonia del Congo Belga (aproximadamente 76 veces más grande que la propia metrópoli). Esta se originó como propiedad personal del rey del país, Leopoldo II, en lugar de obtenerse mediante la acción política o militar del estado belga. La soberanía fue transferida a Bélgica en 1908.

## Historia

### Antecedentes a principios delsigloXIX
Bélgica, una monarquía constitucional, obtuvo su independencia en 1830 después de una revolución contra el gobierno neerlandés del Reino Unido de los Países Bajos. Cuando la independencia de Bélgica fue reconocida universalmente en 1839, la mayoría de las potencias europeas ya tenían colonias y protectorados fuera de Europa y habían comenzado a formar esferas de influencia.
Durante las décadas de 1840 y 1850, el rey Leopoldo I apoyó tentativamente varias propuestas para adquirir territorios en el extranjero. En 1843, firmó un contrato con Ladd & Co. para colonizar el Reino de Hawái, pero el trato se vino abajo cuando Ladd & Co. se encontró con dificultades financieras. Los comerciantes belgas también extendieron su influencia en África Occidental, pero esto también se vino abajo tras el incidente de Río Núñez de 1849 y la creciente rivalidad anglo-francesa en la región.
Cuando el segundo rey de Bélgica, Leopoldo II, fue coronado, el entusiasmo belga por el colonialismo había disminuido. Los sucesivos gobiernos vieron la expansión colonial como un riesgo económico y político y fundamentalmente infructuosa, y creían que el imperio informal, que continuaba con el floreciente comercio industrial de Bélgica en América del Sur y Rusia, era mucho más prometedor. Como resultado, Leopoldo persiguió sus ambiciones coloniales sin el apoyo del gobierno belga.

### Las ambiciones coloniales de Leopoldo I
Los archivos del Ministerio de Relaciones Exteriores y Comercio de Bélgica muestran los siguientes archivos abiertos a solicitud de Leopoldo en términos de posible interés colonial:
Argelia, Argentina, Brasil, México, Paraguay, México-Estado de Puebla, Islas Sandwich, Nicaragua, Costa Rica, San Salvador, Honduras, Guatemala, Río Núñez, Costa occidental de África, Bolivia, Colombia, Guayana, Argentina-La Plata, Argentina-Villaguay, Patagonia, Florida, Texas, Wisconsin, Pensilvania, Misuri, Kansas, Isla de Pinos, Cozumel, Isla San Bartolomé, Haití, Tortugas, Islas Feroe, Portugal, Isla de Nordstrand, Chipre, Surinam, India, Java, Filipinas, Abisinia, Costa de Berbería, Costa de Guinea, Madagascar, Sudáfrica, Nicobar, Singapur, Nueva Zelanda, Nueva Guinea, Australia, Fiyi, Malasia, Islas Marianas, Nuevas Hébridas, Samoa.

## Territorios

### Estado Libre del Congo (1885-1908)

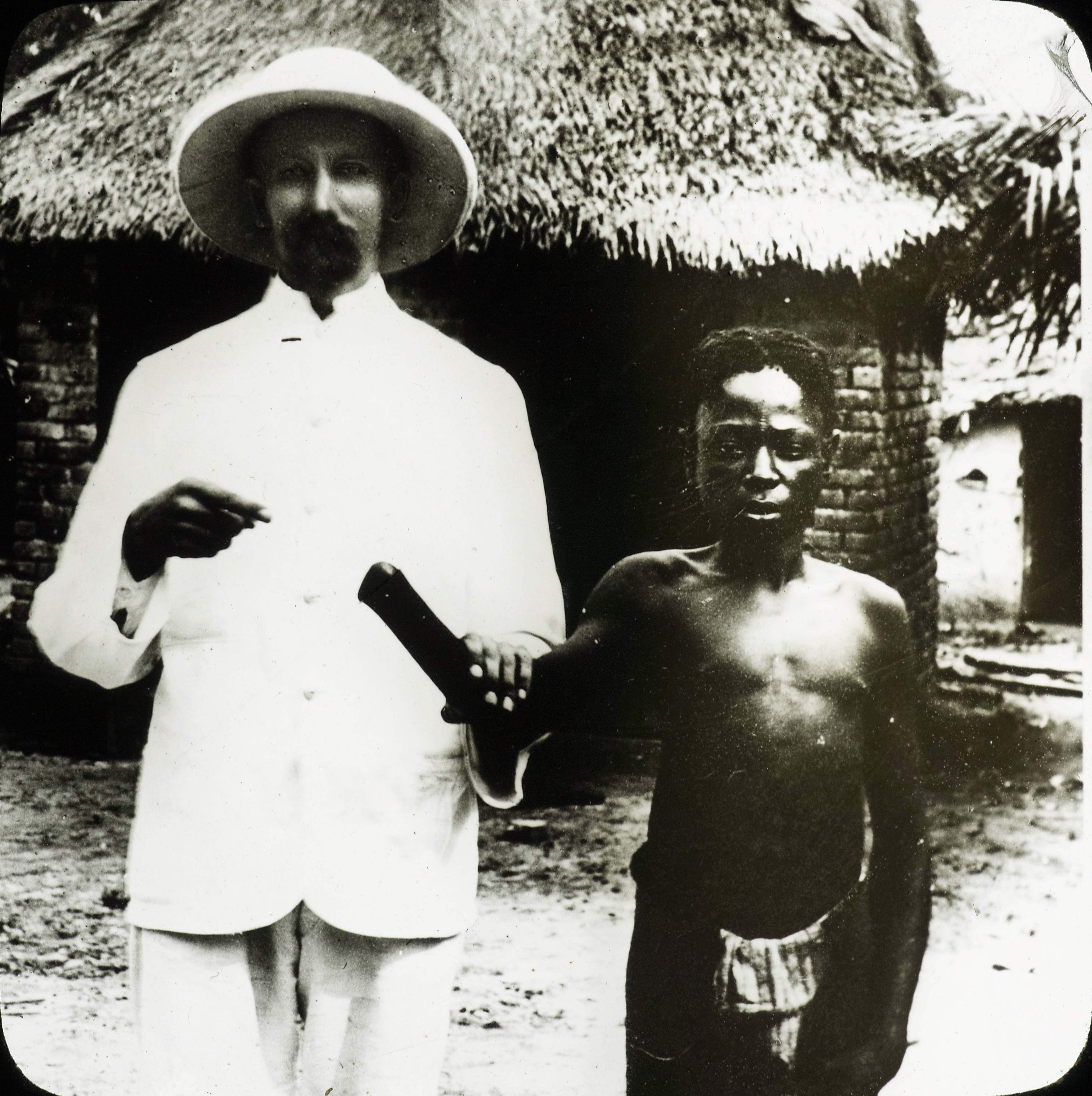
Un misionero posando con una probable víctima de las atrocidades del Congo.

La colonización del Congo comenzó a finales del siglo XIX. El rey Leopoldo II de Bélgica, frustrado por la falta de poder y prestigio internacional de su nación, trató de persuadir al gobierno belga para que apoyara la expansión colonial alrededor de la entonces inexplorada cuenca del Congo. Su negativa llevó a Leopoldo a crear un estado bajo su propio gobierno personal. Con el apoyo de varios países occidentales que vieron a Leopoldo como un amortiguador útil entre las potencias coloniales rivales, logró el reconocimiento internacional del Estado Libre del Congo en 1885.
El explorador Henry Morton Stanley había vuelto de explorar la cuenca de río Congo, y trató de interesar al Reino Unido para que colonizara la región, pero presentaba un ambiente hostil que la hacía difícil de conquistar para los europeos. Leopoldo II mandó a Stanley a seguir explorando el Congo y a obtener tratados con los jefes locales. Armado con estos y una fachada de las asociaciones humanitarias que prometían terminar el tráfico de esclavos, él persuadió a la Conferencia de Berlín de 1884-85 en entregar el Congo a la entidad independiente que él creó, el Estado Libre del Congo.
El gobierno del Estado Libre explotó el Congo por sus recursos naturales, primero marfil y luego caucho, que se estaba convirtiendo en un bien valioso. Con el apoyo de los militares del Estado Libre, la Force Publique, el territorio se dividió en concesiones privadas. La Compañía Anglo-Belga del Caucho y la Exploración (ABIR por sus siglas en inglés), entre otras, utilizó la fuerza y la brutalidad para obtener ganancias del territorio. Su régimen en el Congo utilizó el trabajo forzoso, el asesinato y la mutilación de indígenas congoleños que no cumplían con las cuotas de recolección de caucho. Se estima que un millón de congoleños murieron durante este período. Muchas muertes pueden atribuirse a nuevas enfermedades introducidas por el contacto con colonos europeos, incluida la viruela.que mató a casi la mitad de la población en las áreas que rodean el bajo río Congo.

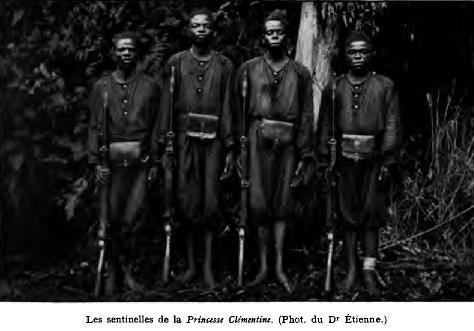
Tropas africanas reclutadas por el Estado Libre del Congo.

En el período del Estado Libre se produjo una fuerte reducción de la población del Congo debido al exceso de muertes, pero las estimaciones del número de muertes varían considerablemente. Aunque las cifras son estimaciones, se cree que hasta diez millones de congoleños murieron durante el período, aproximadamente una quinta parte de la población. Como el primer censo no se llevó a cabo hasta 1924, es difícil cuantificar la pérdida de población del período y estas cifras han sido cuestionadas por algunos que, como William Rubinstein, afirman que las cifras citadas por Adam Hochschild son estimaciones especulativas basadas en poco evidencia.
Aunque el Estado Libre del Congo no era oficialmente una colonia belga, Bélgica era su principal beneficiario en términos de comercio y empleo de sus ciudadanos. Leopoldo II acumuló personalmente una riqueza considerable de las exportaciones de caucho y marfil adquiridos a punta de pistola, la cual fue utilizada para la construcción de numerosos edificios públicos en Bruselas, Ostende y Amberes.

### Congo Belga (1908-1960)

Congo Belga.

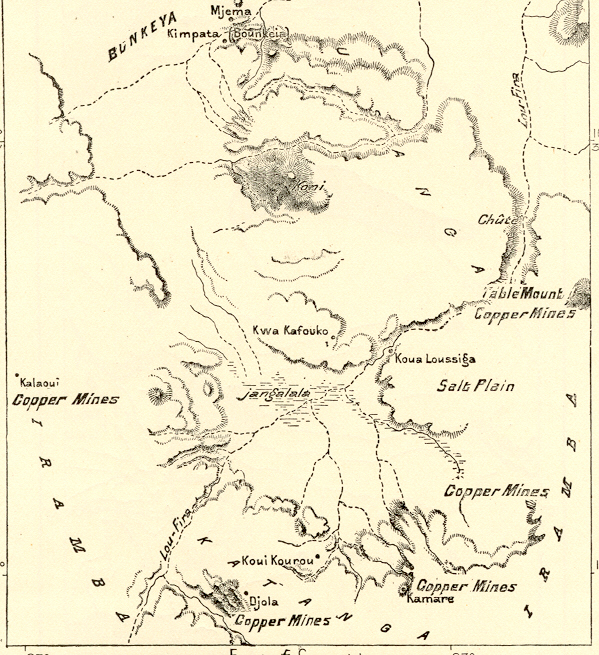
Minas en Katanga.

Leopoldo logró el reconocimiento internacional del Estado Libre del Congo en 1885. A principios de siglo, sin embargo, la violencia utilizada por los funcionarios del Estado Libre contra los indígenas congoleños y el despiadado sistema de extracción económica llevó a una intensa presión diplomática sobre Bélgica para que tomara control oficial del país, lo que hizo en 1908, creando el Congo Belga. Adjuntó también Katanga, un territorio bajo la bandera de Estado Libre del Congo que Leopoldo II había ganado en 1891 cuando él mandó una expedición que mató a su rey, Msiri, cuya cabeza fue cercenada y colocada en un asta. Leopoldo II había administrado Katanga separadamente, pero en 1910 el gobierno belga lo unió con el Congo Belga.
El gobierno belga en el Congo se basó en la "trinidad colonial" (trinité coloniale) de los intereses estatales, misioneros y de empresas privadas. El privilegio de los intereses comerciales belgas significó que grandes cantidades de capital fluyeron hacia el Congo y que las regiones individuales se especializaron. En muchas ocasiones, los intereses del gobierno y la empresa privada se vincularon estrechamente y el Estado ayudó a las empresas a romper huelgas y eliminar otras barreras levantadas por la población indígena. El país se dividió en subdivisiones administrativas anidadas y organizadas jerárquicamente, y se ejecutó uniformemente de acuerdo con una "política nativa" establecida (politique indigène). Esto contrastaba con los británicos y los franceses, que generalmente favorecían el sistema de gobierno indirecto mediante el cual los líderes tradicionales eran retenidos en posiciones de autoridad bajo la supervisión colonial. Durante la Primera Guerra Mundial, las tropas congoleñas participaron en ofensivas contra las fuerzas alemanas en el área de la actual Ruanda y Burundi, que fueron colocadas bajo ocupación belga. El Congo tenía un alto grado de segregación racial. La gran cantidad de inmigrantes blancos que se trasladaron al Congo después del final de la Segunda Guerra Mundial provenían de todo el espectro social, pero siempre fueron tratados como superiores a los negros.
Las tropas congoleñas participaron en la Segunda Guerra Mundial y fueron fundamentales para expulsar a los italianos de sus colonias de África Oriental durante la Campaña de África Oriental. Durante las décadas de 1940 y 1950, el Congo experimentó una gran urbanización y la administración colonial inició varios programas de desarrollo destinados a convertir el territorio en una "colonia modelo". Uno de los resultados fue el desarrollo de una nueva clase media de "évolués" africanos europeizados en las ciudades. En la década de 1950, el Congo tenía una fuerza laboral asalariada dos veces mayor que la de cualquier otra colonia africana.
En 1960, como resultado de un movimiento independentista generalizado y cada vez más radical, el Congo logró la independencia el 30 de junio de ese año, convirtiéndose en la República del Congo-Léopoldville con Patrice Lumumba y Joseph Kasa-Vubu. Las malas relaciones entre las facciones dentro del Congo, la intromisión continua de Bélgica en los asuntos congoleños y la intervención de los principales partidos de la Guerra Fría llevaron a un período de guerra e inestabilidad política de cinco años (1960-1965), conocido como la Crisis del Congo. Esto terminó con la toma del poder por Joseph-Désiré Mobutu.

### Ruanda-Urundi (1919-1962)

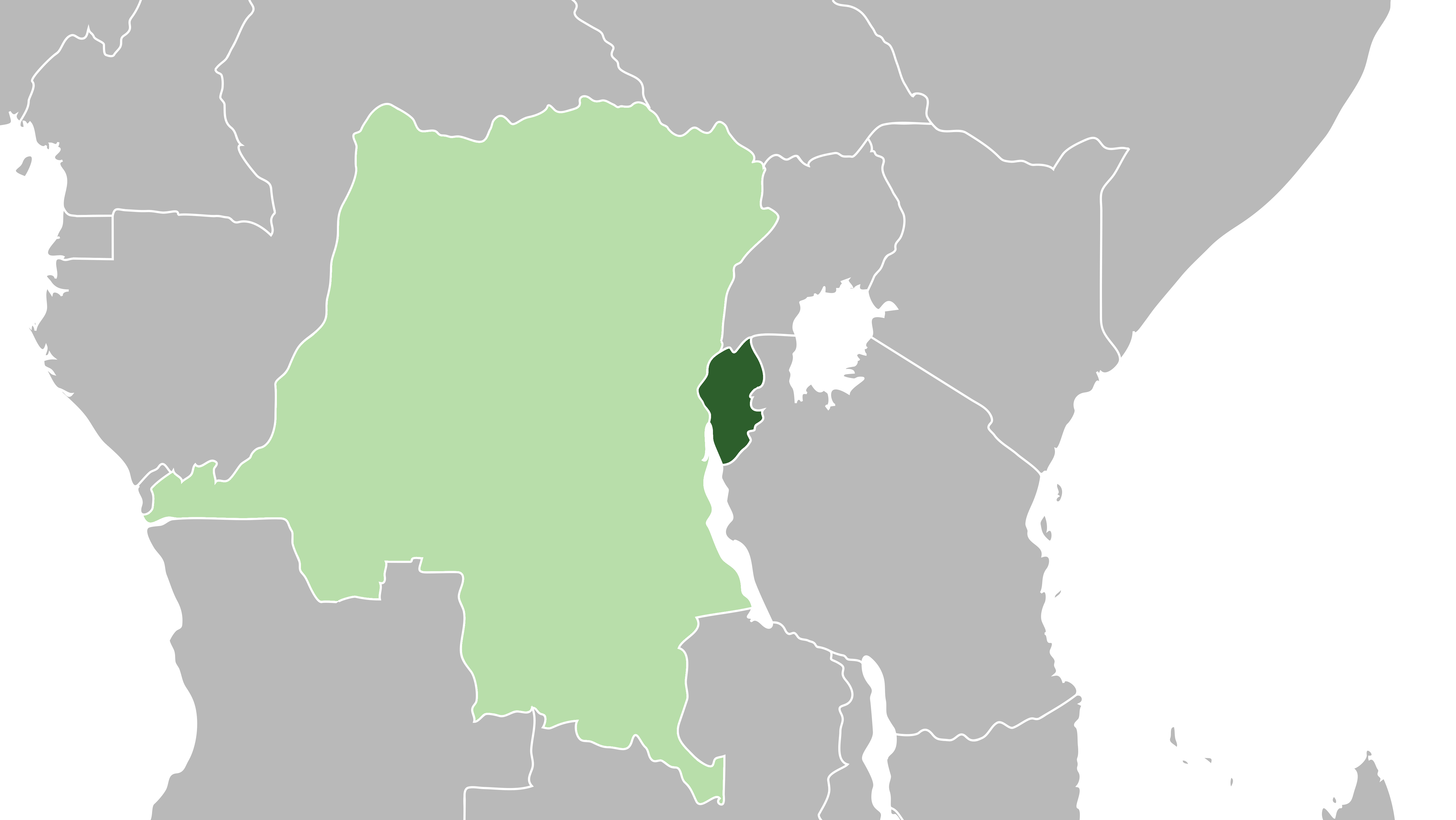
Ruanda-Urundi.

Ruanda-Urundi fue parte del África Oriental Alemana antes de la ocupación militar belga de 1916 a 1924 después de la Primera Guerra Mundial, cuando una expedición militar expulsó a los alemanes de la colonia. Se convirtió en un mandato tipo B de la Liga de Naciones asignado a Bélgica, de 1924 a 1945. Fue designado como territorio fiduciario de las Naciones Unidas, aún bajo administración belga, hasta 1962, cuando se convirtió en los estados independientes de Ruanda y Burundi. Después de que Bélgica comenzó a administrar la colonia, generalmente mantuvo las políticas establecidas por los alemanes, incluido el gobierno indirecto a través de los gobernantes tutsis locales, y una política de tarjetas de identidad étnica (más tarde conservada en la República de Ruanda). Las revueltas y la violencia contra los tutsis, conocida como la revolución ruandesa, ocurrieron en los eventos que llevaron a la independencia.
Tras la independencia de dichas colonias, Bélgica mantuvo fuertes relaciones con ellas pero llenas de acontecimientos políticos y económicos, que se refieren todavía como una “relación especial”, siempre que eso parezca convenir.

## Posesiones menores

### Zona de concesión de Tianjin

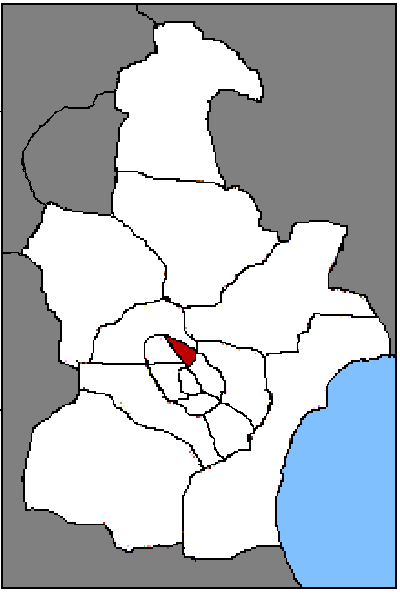
Tianjing en la provincia de Hebei (en rojo).

La ciudad de Tianjin fue un puerto abierto en China (1860-1945) dividido en nueve concesiones controladas por extranjeros (chino: 租界; pinyin: zujie). En los años posteriores a la rebelión de los bóxers, el diplomático Maurice Joostens negoció una concesión para Bélgica. La concesión belga se proclamó el 7 de noviembre de 1900 y se extendía por unas 100 hectáreas. Aunque las empresas belgas invirtieron en Tianjin, especialmente en el sistema de tranvías de la ciudad, la concesión belga permaneció inactiva. Se llegó a un acuerdo entre los gobiernos belga y chino en agosto de 1929 para devolver la concesión a China. El acuerdo fue aprobado por el parlamento belga el 13 de julio de 1931.
A finales del siglo XIX, se contrató a ingenieros belgas para la construcción del ferrocarril Pekín-Hankou , lo que llevó al gobierno belga a reclamar sin éxito una concesión en Hankou. El reclamo belga nunca fue reconocido formalmente y la propuesta fue abandonada en 1908.

### Zona Internacional de Tánger
En 1880 y 1905, Bélgica fue signataria de la Convención de Madrid y la Conferencia de Algeciras sobre Marruecos. Por lo tanto, de 1925 a 1940 y de 1945 a 1956, Bélgica fue una de las nueve naciones que administraron la Zona Internacional de Tánger. Los dos últimos administradores (1954-1956) fueron belgas, Bélgica también estaba subordinada a la administración aduanera y financiera y la gendarmería en Tánger.

### Santo Tomás, Guatemala (1843-1854)

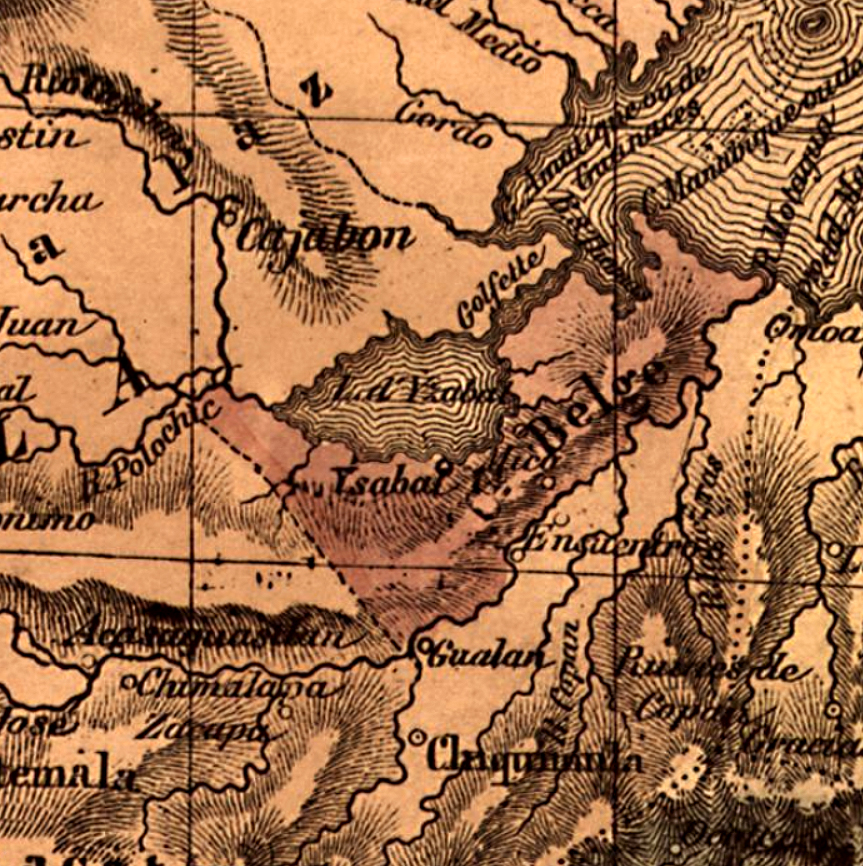
Posesiones belgas en Guatemala, 1845.

En 1842 llegó a Guatemala un barco enviado por el rey Leopoldo I de Bélgica; los belgas observaron las riquezas naturales del departamento de Izabal y decidieron establecerse en Santo Tomás de Castilla y construir infraestructura en la región. Rafael Carrera les entregó la región a cambio de dieciséis mil pesos anuales del gobierno de Guatemala. El 4 de mayo de 1843, el parlamento guatemalteco emitió un decreto otorgando el distrito de Santo Tomás "a perpetuidad" a la Compagnie belge de colonization, una empresa privada belga bajo la protección del rey Leopoldo I de Bélgica. Reemplazó a la fallida Compañía Británica Comercial y Agrícola de la Costa Este de América Central. Los esfuerzos de colonización belga en Guatemala cesaron en 1854, debido a la falta de financiamiento y la alta mortalidad por fiebre amarilla y malaria, enfermedades endémicas del clima tropical.